# Pregabalin

Strukturformel

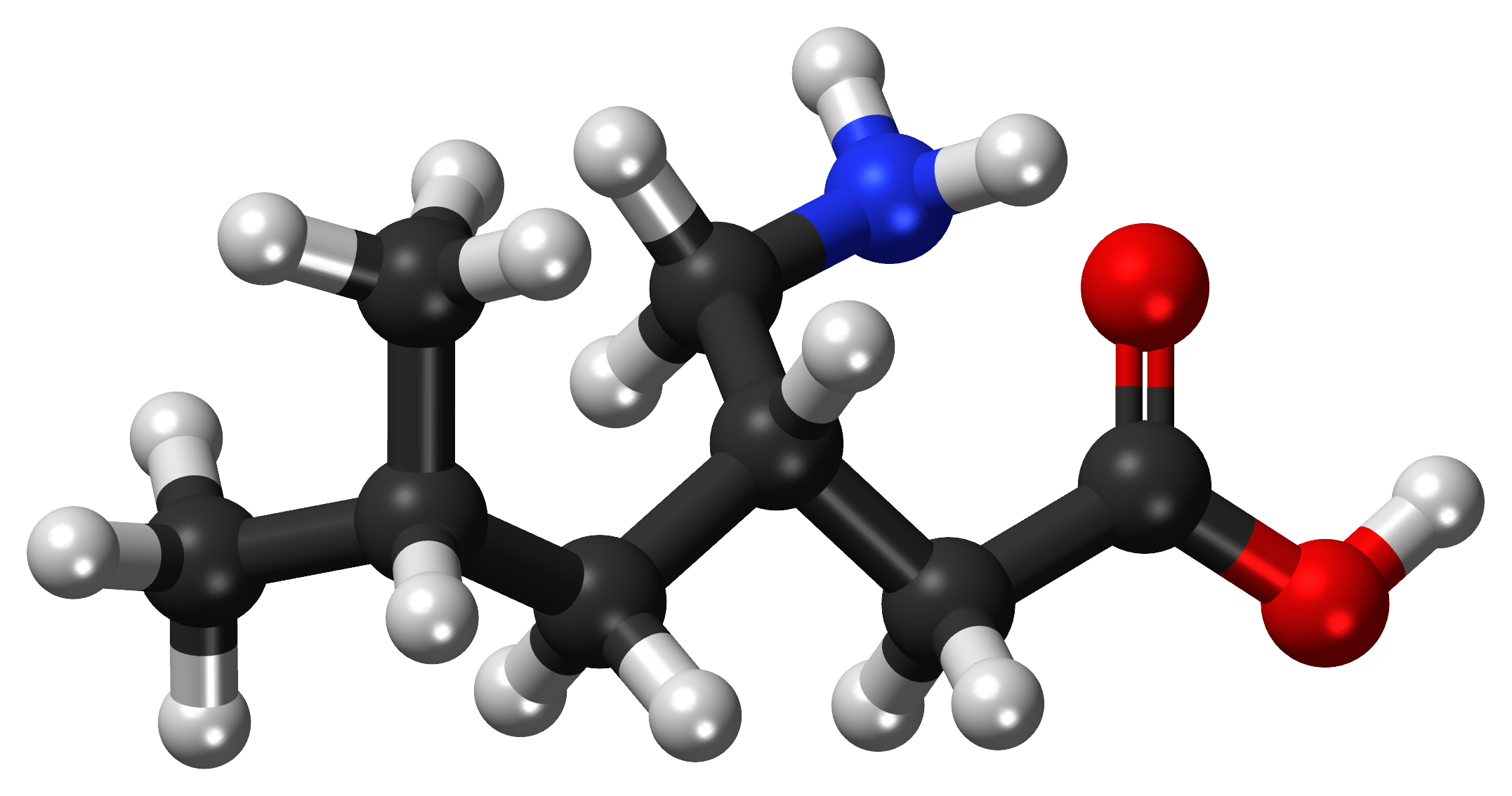

Pregabalin är ett läkemedel som marknadsförs av Pfizer under namnet Lyrica och som är ett antiepileptikum som även används som stabiliserande vid generaliserat ångestsyndrom och vid neuropatisk smärta. Vanliga biverkningar är bland annat sömnighet, förvirring, minnesproblem, bristande motorisk koordination, muntorrhet, problem med synen, viktökning. Potentiellt allvarliga biverkningar inkluderar angioödem, medicinmissbruk och en viss ökad självmordsrisk. Även om risken för missbruk har verkat vara låg vid normala doser, har man på senare år sett ett ökande problem med missbruk och pregabalinrelaterade dödsfall.
Richard Bruce Silverman utvecklade pregabalin som en efterföljare till gabapentin och infördes på marknaden genom läkemedelsföretaget  Pfizer. Det fanns inte någon allmän version tillgänglig i USA fram till 2018. I dag är det endast USA, Sverige och Norge som har en narkotikaklassning på pregabalin. Anledningen till det är att en av de vanligare biverkningarna av pregabalin är eufori, vilket man anser för med sig en risk för missbruk. Sedan den 24 juli 2018 är pregabalin narkotikaklassat i Sverige.

## Verkningsmekanism
Pregabalin påverkar signalöverföringen mellan nervcellerna i hjärnan. Pregabalin binder till en assisterande subenhet av spänningskänsliga kalciumkanaler i centrala nervsystemet, vilket kraftigt undantränger 3h-gabapentin. Mycket förenklat kan man säga att pregabalin hjälper till att återställa balansen i de överaktiva nervcellerna och på så sätt minskar ångestsymtomen. Enligt läkemedelsverket får pregabalin inte förskrivas till personer med missbruk eller tidigare missbruk eftersom pregabalin har visat sig ha beroendepotential.

## Medicinska användningar

### Kramper
Pregabalin är användbar som tillägg till andra behandlingar, när de andra behandlingar inte styr partiell epilepsi.

### Neuropatisk smärta
European Federation of Neurological Societies rekommenderar pregabalin som ett förstahandsmedel vid behandling av smärta i samband med diabetesneuropati, postherpetisk neuralgi, och central neuropatisk smärta.  Pregabalin rekommenderas inte för vissa andra typer av neuropatisk smärta såsom trigeminusneuralgirelaterad smärta.

### Ångeststörningar
Pregabalin används för att behandla generaliserat ångestsyndrom hos vuxna. Lindringar av symptom från generaliserat ångestsyndrom enligt Hamiltons ångestskala observerades vid vecka 1. Pregabalin har demonstrerad överlägsenhet genom att producera mer konsekventa terapeutiska effekter för psykosomatiska ångestsymtom. Långsiktiga studier har visat fortsatt effektivitet utan toleransutveckling och dessutom, till skillnad från bensodiazepiner, har den en gynnsam effekt på sömnen.

## Graviditet
Det är oklart om det är säkert att använda pregabalin under graviditeten då det finns vissa studier som visar potentiell skada.

## Farmakologi

### Farmakodynamik
Även om pregabalin är en analog av GABA, binder det inte direkt till GABAA-, GABAB- eller bensodiazepinreceptorer. Inte heller blockeras natriumkanaler och är inte aktiv vid opioidreceptorer.

## Farmakokinetik

### Absorption
Pregabalin absorberas snabbt när det administreras på fastande mage, med maximala plasmakoncentrationer inom en timme. Pregabalinets orala biotillgänglighet uppskattas vara större än eller lika med 90 % och är oberoende av dos.

### Distribution
Pregabalin har visats passera blod-hjärnbarriären i möss, råttor och apor. Pregabalin har visats passera moderkakan hos råttor och finns i mjölken hos digivande råttor

### Exkretion
Pregabalin elimineras från blodcirkulationen primärt genom njurarna som oförändrat läkemedel.

## Överdos
Flera njursviktspatienter utvecklade myoklonus vid mottagning pregabalin, uppenbarligen  som ett resultat av gradvis ackumulering av läkemedlet. Akut överdosering kan manifesteras genom sömnighet, takykardi och hypertonicitet.

## Historia
Pregabalin syntetiserades 1990 som en kramplösande. Det uppfanns av läkemedeskemisten Richard Bruce Silverman vid Northwestern University i Chicago, Illinois. Silverman är mest känd för att identifiera läkemedlet pregabalin som en möjlig behandling för epileptiska anfall. Läkemedlet godkändes i EU 2004.

## Biverkningar
Liksom alla verksamma läkemedel kan pregabalin också orsaka biverkningar, men alla användare drabbas inte av dem. 

### Mycket vanliga biverkningar
Följande biverkningar kan påverka 1 person av 10:
- Yrsel, dåsighet, huvudvärk

### Vanliga biverkningar
Följande biverkningar kan påverka 1 person av 100:
- Ökad aptit
- Känsla av upprymdhet ( eufori ), förvirring, desorientering, minskad sexuell lust, irritabilitet
- Nedsatt uppmärksamhet, klumpighet, minnesstörning, minnesförlust, darrning, svårighet att tala, stickande känsla, domningar, trötthet, dvalliknande tillstånd, sömnlöshet, utmattning, känsla av att vara onormal
- Dimsyn, dubbelseende
- Svindel, balanssvårigheter, fall
- Muntorrhet, förstoppning, kräkning, väderspänning, diarré, illamående, uppsvälld buk
- Svårighet att få erektion
- Svullnad i kroppen inklusive armar och ben
- Berusningskänsla, gångrubbning
- Viktökning
- Muskelkramp, ledsmärta, ryggsmärta, smärta i armar och ben
- Halsont

För personer med beroendesjukdom ses ibland tillvänjning och hastig dosökning. Pregabalin måste då trappas ut.